# Yoshikiyo Kuboyama
Yoshikiyo Kuboyama (jap. 久保山 由清, Kuboyama Yoshikiyo; * 21. Juli 1976 in der Präfektur Shizuoka) ist ein ehemaliger japanischer Fußballspieler.

## Karriere
Kuboyama erlernte das Fußballspielen in der Schulmannschaft der Shizuoka Gakuen High School. Seinen ersten Vertrag unterschrieb er 1995 bei Yokohama Flügels. Der Verein spielte in der höchsten Liga des Landes, der J1 League. 1998 gewann er mit dem Verein den Kaiserpokal. Für den Verein absolvierte er 15 Erstligaspiele. 1999 wechselte er zum Ligakonkurrenten Shimizu S-Pulse. 1999 wurde er mit dem Verein Vizemeister der J1 League. 2001 gewann er mit dem Verein den Kaiserpokal. Für den Verein absolvierte er 184 Erstligaspiele. Ende 2007 beendete er seine Karriere als Fußballspieler.

## Erfolge
Yokohama Flügels
- Kaiserpokal

Sieger: 1998
Finalist: 1997
Shimizu S-Pulse
- J1 League

Vizemeister: 1999
- Kaiserpokal

Sieger: 2001
Finalist: 2000, 2005